# KToon
Ktoon és una aplicació de codi obert amb llicència GNU per al desenvolupament d'animació en 2D, dissenyada per animadors (Toonka Films), i enfocada a la indústria de l'animació professional. Actualment només funciona per a sistemes Unix, però s'espera portar-lo a altres sistemes operatius. Amb ell es pretén oferir un accés a un programa que els permeti crear animacions en 2D.
Ktoon permet exportar en una llarga llista de formats png, així com en el format SWF, el que el fa idoni per a la creació d'animacions destinades a l'ús web.
Podria dir-se que Ktoon és una alternativa lliure a Macromedia Flash, sense arribar a considerar-ho un clon, ja que, encara que té moltes de les seves opcions, la interfície del programa és diferent.